# (82656) Puskás
(82656) Puskás, désignation internationale (82656) Puskas, est un astéroïde de la ceinture principale.

## Description
(82656) Puskas est un astéroïde de la ceinture principale. Il fut découvert le 10 août 2001 à l'observatoire de Calar Alto par Krisztián Sárneczky et Gyula M. Szabó. Il présente une orbite caractérisée par un demi-grand axe de 3,09 UA, une excentricité de 0,18 et une inclinaison de 2,8° par rapport à l'écliptique.

## Compléments